# Північне наріччя української мови

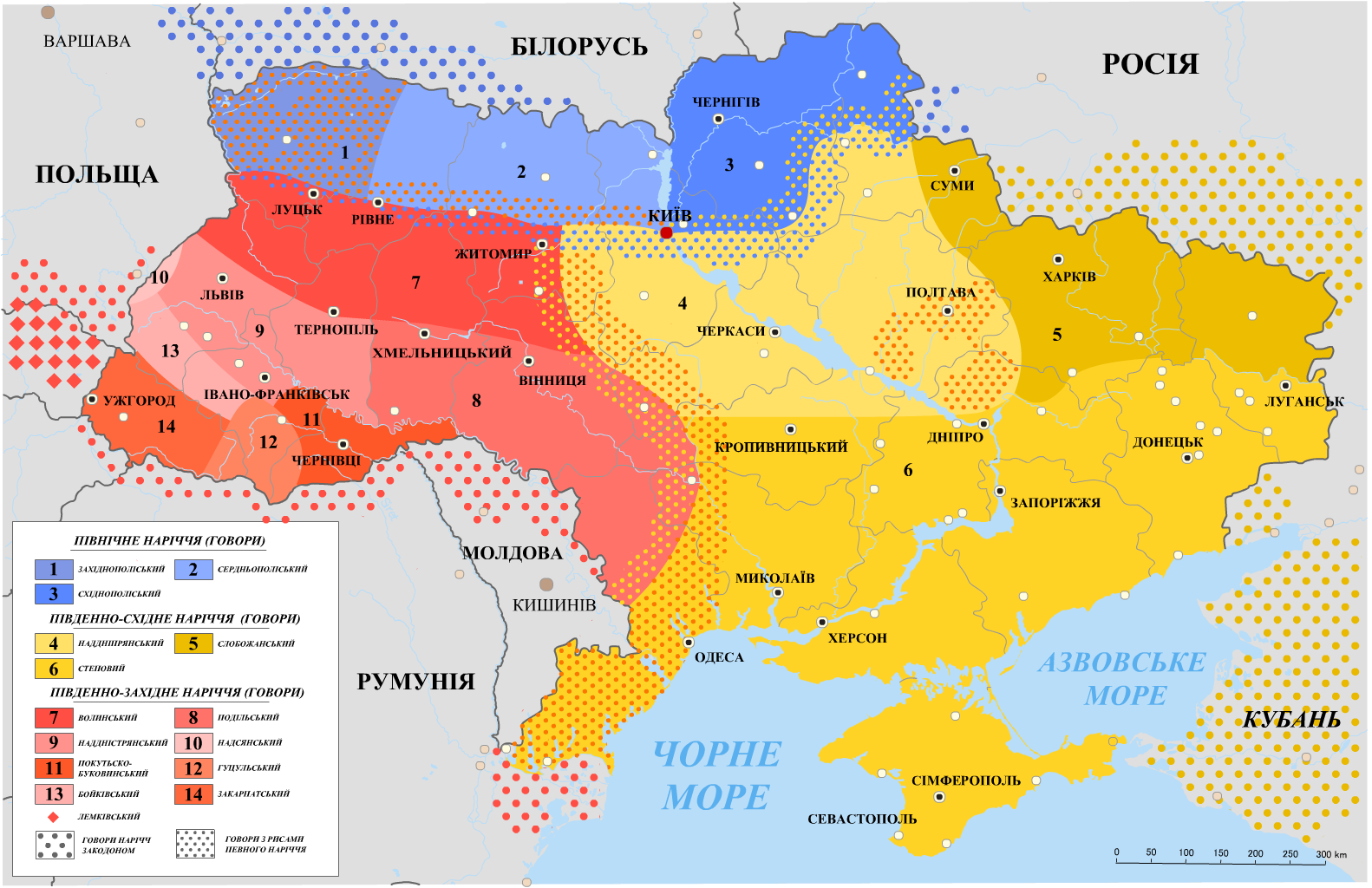
Карта українських наріч і говорів (2005):
Західнополіський говір (1)
Середньополіський говір (2)
Східнополіський говір (3)

Північне наріччя (поліське наріччя) — одне з трьох наріч української діалектної мови, поширене в північній частині України.

## Поширення
На півночі межує з перехідними українсько-білоруськими говірками Берестейщини й Пінщини, що їх відділяє від південно-західного наріччя білоруської мови умовна лінія, яка проходить від лівобережжя р. Нарев до лівобережжя р. Горині. Північна межа північного наріччя тягнеться від Горині на південний схід приблизно вздовж кордону України. На українському лівобережжі Дніпра вона мало виразна: проходить на крайній півночі Чернігівської області до Десни — приблизно вздовж кордону між Україною та Росією. Західна межа північного наріччя тягнеться приблизно на 50 км від Західного Бугу, де поширені надбузько-поліські (підляські) говірки. Південна межа визначається ізоглосними пасмами, які простягаються за умовною лінією: район Володави (Польща) — Володимир — на північ від Луцька — Рівного — на північ від Звягеля — Житомира — Києва — устя Десни — р. Остер — р. Сейм. Північні говірки поширені в Курській, Бєлгородській та Воронезькій областях Росії.

## Поділ
Північне наріччя поділяється на три говори:
- східнополіський говір (лівобережнополіський)
- середньополіський говір (правобережнополіський)
- західнополіський говір (волинсько-поліський)

Відрізняючись між собою, вони мають деякі спільні особливості, які протиставляють північне наріччя південно-західному і південно-східному та визначають його перехідний характер від української мови до білоруської. Це різна рефлексація давніх ę, ě (ѣ), о та є в наголошеній і ненаголошеній позиціях, що виявляється в чергуванні [а]/[е]: пйат’ — пети́, ход’áч'і — хóдеч'і, йáма — йемк’í; у чергуванні і/и, що походять з ѣ, на волинському Поліссі: д'ід — дидóк, [ê], іе/[є] в середньополіському і східнополіському говорах: л’êс — л'есóк; у якісно різних рефлексах давніх о та е, що розвинулися в чергування дифтонгів і монофтонгів закритої артикуляції наголошеного закритого складу з о та є відкритого ненаголошеного складу: туôк, твêк, твиêк, твик, тêк, тик, тиік, тіик — тóку; п(й)іêч, п(й)êч, п(й)іч — пéч'і. Збереження в сучасних північних говорах слідів давніх довгих о, е, а також посталих внаслідок замінного подовження о, є під наголосом і брак будь-яких прослідків довгих у ненаголошених складах виявляється в послідовній нейтралізації не під наголосом опозицій ě, є — е: сенá, сем'і; а (е), є — е: петáк, перó, ě (з ō), о (з ō): ройê, роти́. Якісно розрізняється волинський (південний) і поліський (північний) наголошений вокалізм: в'іл (вуôл, вуêл, вуил, вил, вôл, вêл, вол, вул); с'ім (с’êм, с'іêм); мен'і (м'ін’ê); б’íлий (бêли, бйêли, бйіêли). Це протиставлення поліського і південного українського мовного масиву найчіткіше виявляється на поліському лівобережжі й правобережжі, а в західнополіському говорі спостерігається сусідство південних і північних рис: в'із і вуз, вуôз.

## Особливості
На морфологічному рівні визначальною рисою залишаються усічені прикметникові форми називного відмінка однини чоловічого роду: пр'іч’íнни ‘гарний’, так'і, чет'вôрти, пострóйани при нестягнених формах у жіночому і середньому роді: дóбрайа, такéйе, а також у називному відмінку множини: пр'іч’íннийе, так’íйе, пострóйанийе. Подекуди залишилися давні форми іменників чоловічого роду II відміни в давальному відмінку множини: дай б'ікôм с’êна; у місцевому відмінку множини: у корчôх совйак’í ростýт. На лексико-семантичному рівні кожний говір виділяється своїми специфічними рисами. Наприклад, значення ‘трясовина, драговина’ на волинському Поліссі передають словами морóчн'а, стýбла, чáква, тлан’, у середньополіському говорі з'д'в'іж, ств’íга, драгá, на лівобережжі відповідно тóпкайе балóта.

## Відео
- Діалекти: Північне (поліське) наріччя | Українська мова